# Maria Anna Bondini Barilli
Maria Anna Bondini Barilli (Dresden, 18 d'octubre de 1780 - París, 24 d'octubre de 1813) fou una cantant d'òpera, en tessitura de soprano. De nacionalitat italiana, va viure molts anys a França.
Fou filla de pares italians, sent Bondini el seu cognom de naixement. Després de tornar la seva família de Praga a Itàlia, Maria Anna estudià a Bolonya amb Sartorini i després es dirigí a París, on donà alguns concerts, despertant tal admiració en la emperadriu Josefina que la va fer contractar pel Teatre Italià, on debutà el 1807, i on va romandre fins a la seva mort, sent l'artista mimada del públic. Es va casar amb el cantant d'òpera bufa italià Luigi Barilli.
Entre les seves obres favorites hi figuraven: Il matrimonio segretto; La foresta di Nicobar; Il pazzo per la mina; Le nozze di Dorina, etc.